# Acanthochaetetidae
Acanthochaetetidae is een familie van sponsdieren uit de klasse van de Demospongiae (gewone sponzen). 

## Geslachten
- Acanthochaetetes Fischer, 1970
- Willardia Willenz & Pomponi, 1996